# Bjarni gullbrárskáld
Bjarni Hallbjarnarson gullbrárskáld (« scalde aux sourcils d'or ») est un scalde islandais du XIe siècle, originaire du Laxáldalr. Comme l'indique le Skáldatal, il fut poète de cour du chef norvégien Kálfr Árnason, et huit strophes de son Kálfsflokkr (« flokkr de Kálfr ») nous sont parvenues. 

Composé en 1050 ou 1051, ce poème retrace la vie de Kálfr. Il évoque d'abord sa participation, dans le camp du roi de Norvège Óláfr Haraldsson, au combat où périt Erling Skjalgsson (1-2). Il raconte  ensuite comment, après qu'Óláfr eut fui le pays, il se rendit en Angleterre et se mit au service du roi Knútr, qui revendiquait la couronne de Norvège (3-4). Kálfr participa en conséquence à la bataille de Stiklestad, qui vit la mort d'Óláfr (5). Toutefois, mécontent de la domination danoise, il fit partie des chefs norvégiens qui ramenèrent de son exil et placèrent sur le trône Magnús, le fils d'Óláfr (6). Mais il se fâcha avec le roi (7). Il se rendit alors aux Orcades, chez son beau-frère le jarl Þorfinnr Sigurðarson et participa à ses côtés à une bataille contre le jarl Rognvald Brusason, soutenu par Magnús (8).          
Bjarni pourrait être l'un des personnages du Þorgríms þáttr Hallasonar,. Il est question dans ce récit des Islandais Þorgrímr Hallason, qui avait appartenu à la hirð du roi Óláfr, et des frères Bjarni et Þórðr. Les trois hommes possédaient un navire en commun. Ils passèrent l'hiver chez Kálfr Árnason. Au cours de leur séjour, Bjarni composa un poème où il louait notamment la conduite de Kálfr au cours de la bataille de Stiklestad. Þorgrímr dénonça le comportement de Kálfr et se fit insulter par Bjarni, qu'il tua.